# Marcel·lí Antúnez Roca
Marcel•lí Antúnez i Roca (Moià, 13 dicembre 1959) è un performance artist spagnolo.

## Vita e carriera
È uno degli artisti più conosciuti della Spagna per l'uso delle tecnologie digitali nel campo della performance meccatronica e dell'installazione artistica. Il suo lavoro vanta un'ampia diffusione internazionale con la presentazione delle sue opere in più di 30 Paesi. Nel 1979 fondò il gruppo performativo La Fura dels Baus, collettivo che diresse fino al 1990 e con cui produsse, tra le altre, le performance Accions (1984), Suz/O/Suz (1985) e Tier Mon (1988). A partire dagli anni Novanta inizia il suo percorso individuale, producendo numerose opere, tra le quali si segnalano le performance meccatroniche Epizoo (1994), Afasia (1998), e Hipermembrana (2007) e le installazioni interattive Requiem (1999), Tantal (2004), DMD Europa (2007) e Metamembrana  (2009).